# 第6師団 (チリ陸軍)
第6師団（だいろくしだん、VI División）は、チリ陸軍の師団の一つ。師団の名称がついているが実質は軍管区に相当する。タラパカ州イキケに司令部を置き、タラパカ州及びアリカ・イ・パリナコータ州の防衛警備を担当する。

## 部隊編成
- 師団司令部（アリカ）
- 第2増強連隊「カサドレス」（バケダノ）
  - 第7機甲騎兵群「グアイス」
  - 第5歩兵大隊「カランパンケ」
  - 第9砲兵群「ザルボ」
  - 第1コマンドー中隊「イキケ」
  - 第7工兵中隊「アコンカグア」
  - 独立後方支援中隊
- 第4増強連隊「ランカグア」
  - 機械化大隊
  - 通信大隊
  - 対戦車中隊
  - 偵察小隊
- 第6増強連隊「マツカナ」（アリカ）
  - 第9機甲騎兵群「ベンセドレス」
  - 第6砲兵群「ドロレス」
  - 第6工兵大隊「アサパ」
- 第24増強連隊「ワマチューコ」（プトレ）
  - 自動車化歩兵大隊
  - 砲兵群
  - 対戦車中隊
  - 偵察小隊
- 第6通信連隊（大隊規模）「タラパカ」
- 第6師団後方支援大隊「ピサグア」